# Matthias Eduard Schweizer
Mathias Eduard Schweizer (Wila, 7 d'agost de 1818 - Zúric, 23 d'octubre de 1860) fou un químic suís. És conegut per la seva invenció, l'any 1857, del reactiu de Schweizer, en el qual es pot dissoldre la cel·lulosa per a la producció de seda artificial. Va ser un dels pioners de la indústria tèxtil sintètica.